# Артюховы
Артюховы — древний русский дворянский род восходящий к XVII веку.
Дворянский род этой фамилии ведёт свою историю от Прокофия Андреевича Артюхова, верстанного поместным окладом в 1628 году и имевшего двух сыновей: Василия и Алексея, от которых и пошли Артюховы.
Губернским дворянским депутатским собранием род Артюховы был записан в VI часть дворянских родословных книг Курской и Тульской Российской империи и был утверждён Герольдией Правительствующего Сената в древнем (столбовом) дворянстве.

## Описание герба
В щите, имеющем красное поле, изображён серебряный Цветок, и вокруг него видны три Лосевых рога.
Щит увенчан обыкновенным дворянским шлемом с дворянскою на нём короною и тремя страусовыми перьями. Намёт на щите красный, подложенный серебром. Герб рода Артюховых был записан в Часть 4 Общего гербовника дворянских родов Всероссийской империи, страница 131.